# تاريخ المسيحية في إسكتلندا

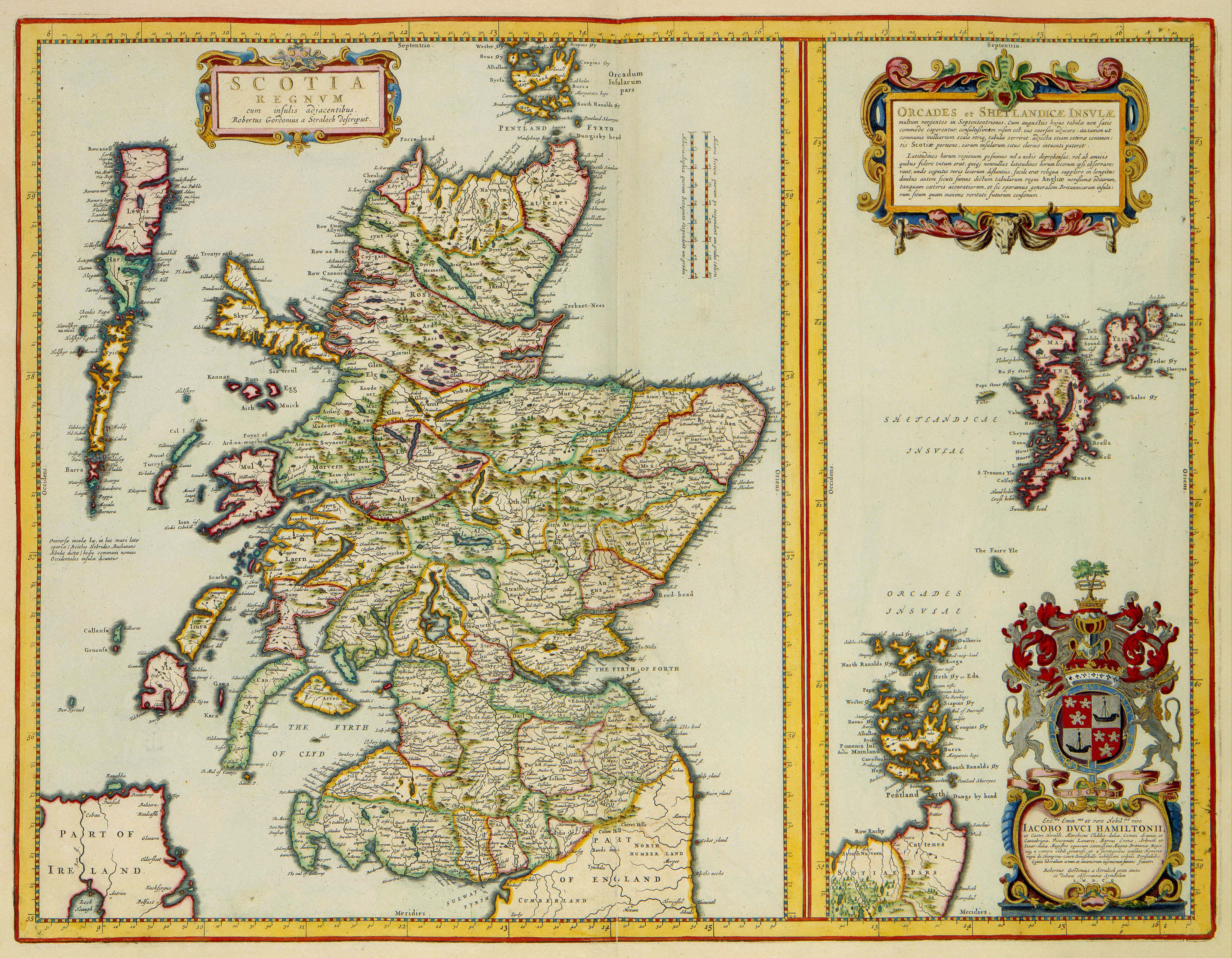

يشمل تاريخ المسيحية في اسكتلندا كافة جوانب المسيحية في المنطقة التي أصبحت اسكتلندا الآن، منذ وصول المسيحية إليها وحتى الآن. جاءت المسيحية إلى ما يعتبر الآن جنوب اسكتلندا خلال الفتح الروماني لبريطانيا. نُشرت بشكل أساسي عن طريق المبشرين من أيرلندا خلال القرن الخامس وارتبطت بالقديس نينيان والقديس كينتيغرن والقديس كولومبا. اختلفت المسيحية التي تطورت في أيرلندا واسكتلندا عن تلك التي قادتها روما، خاصة في طريقة حساب عيد الفصح وشكل حلاقة الشعر، حتى وافقت الكنيسة السلتية على على الممارسات الرومانية في منتصف القرن السابع. كانت المسيحية في اسكتلندا متأثرة بشدة بالرهبانية، مع تمتع رؤساء الدير بتأثير أكبر من الأساقفة. خلال العصر النورمندي، كانت هناك سلسلة من الإصلاحات أدت إلى بنية أبرشية أكثر وضوحًا تتمحور حول الكنائس المحلية وعدد كبير من المؤسسات الرهبانية، والتي اتخذت أشكالًا قارية للرهبانية المعدلة التي بدأت تسود. أسست الكنيسة الإسكتلندية أيضًا لاستقلالها عن إنجلترا، وطورت بنية أسقفية واضحة وأصبحت «الابنة المدللة لأسقفية روما»، ولكنها بقيت مفتقدة للقيادة الإسكتلندية في شكل الأساقفة. في نهاية العصور الوسطى، أصبح التاج قادرًا على إحداث تأثير أكبر من كبار الموظفين وتأسست مطرانيتان بنهاية القرن الخامس عشر. كان هناك انحدار في حياة الرهبنة التقليدية، ولكن الأوامر المستجدة للرهبان قد زادت، وخاصة في البرغل المتمدد. انتشر أيضًا قديسون وطوائف جدد. على الرغم من المشاكل بخصوص عدد وكفاءة رجال الكهنوت بعد الموت الأسود في القرن الرابع عشر، والدليل على الهرطقة في القرن الخامس عشر، بقيت الكنيسة في اسكتلندا مستقرة.
خلال القرن السادس عشر، مرت اسكتلندا بإصلاح بروتستانتي خلق كنيسة كالفينية وطنية سائدة، والتي كانت مشيخية إلى حد كبير في مظهرها. صدر عن البرلمان في 1560 قانون الإيمان، الذي رفض الولاية البابوية والقداس. قد تجد الكنيسة أنه من الصعب التغلغل في المرتفعات والجزر، ولكنها بدأت عملية تدريجية من التحول والاندماج، بالنسبة إلى الإصلاحات في أي مكان آخر، نُفذت بقدر قليل نسبيًا من التعسف. فضّل جيمس السادس مذهب الكالفينية ولكنه دعم الأساقفة. نفذ تشارلز الأول إصلاحات اعتُبرت عودة إلى الممارسة البابوية. كانت النتيجة حرب الأساقفة في 1639–40 والتي انتهت باستقلال افتراضي لاسكتلندا وتأسيس نظام مشيخي بالكامل من خلال العهدون السائد. بعد استعادة الملكية عام 1660، استردت اسكتلندا كنيستها، وأيضًا أساقفتها. في الجنوب الغربي بالتحديد، بدأ العديد من الناس في حضور اجتماعات سرية. عُرف القضاء على تلك المجالس في ثمانينيات القرن السابع عشر بـ «وقت القتل». بعد «الثورة المجيدة» في 1688، استُعيدت المشيخية.
شهدت نهايات القرن الثامن عشر بداية تفتيت الكنيسة الاسكتلندية التي تأسست أثناء الإصلاح المتعلق بقضايا الحكم والرعاية، ولكنها عكست انقسامًا أوسع بين الإنجيلية والحزب المعتدل. في 1733، أدى الانشقاق الأول إلى سلسلة من الكنائس المنشقة، وأدى إلى الانشقاق الثاني في 1761 حتى تأسيس كنيسة الإغاثة المستقلة. اكتسبت تلك الكنائس قوة خلال الصحوة الكبرى الأولى في نهايات القرن الثامن عشر. بقي التغلغل في المرتفعات والجزر محدودًا. دعم مبشرو المجتمع الإسكتلندي لنشر المعرفة المسيحية SSPCK مجهودات الكنيسة. اكتسبت الأسقفية مؤيدين لها، ولكنها تراجعت بسبب روابطها بحركة اليعاقبة. بدأ «صراع العشرة أعوام» في عام 1834 وانتهى بانقسام من الكنيسة قاده الدكتور توماس تشالميرس والمعروف بالاضطراب العظيم في 1843. أسس ما يقارب الثلث من رجال الدين، كانوا من الشمال والمرتفعات في المقام الأول، كنيسة اسكتلندا الحرة. تزايدت الكنائس الإنجيلية الحرة بسرعة في المرتفعات والجزر. في نهاية القرن التاسع عشر، كانت المناقشات الرئيسية بين الكالفينيين الأصوليين والتحرريين اللاهوتيين وأدت إلى المزيد من الانقسام في الكنيسة الحرة، إذ أن الكالفينيين المتزمتين انشقوا ليؤسسوا الكنيسة المشيخية الحرة في 1993.
انطلاقًا من تلك النقطة كانت هناك تحركات باتجاه الوحدة والتي سوف تؤدي في النهاية إلى إعادة اندماج غالبية الكنائس الحرة مع كنيسة اسكتلندا في 1929. تركت الانشقاقات الدينية فئات صغيرة تشمل المشيخية الحرة والبقية التي لم تندمج ككنيسة حرة في 1900. أدى التحرر الكاثوليكي في 1829 وانطلاق أعداد كبيرة من المهاجرين الأيرلنديين إلى انتشار الكاثوليكية، مع استعادة هرمية الكنيسة في 1878. أُعيد إحياء الأسقفية أيضًا في القرن التاسع عشر من خلال اعتبار الكنيسة الإسكتلندية الأسقفية كيانًا مستقلًا بالاشتراك مع كنيسة إنجلترا في 1804. شملت بقية الطوائف المعمّدين والأبرشانيين والمنهاجيين. في القرن العشرين، انضم إلى الطوائف الموجودة الكنائس الإخوانية والخمسينية. على الرغم من ازدهار بعض الطوائف، أصبح هناك انحدارًا كليًا وثابتًا في التردد على الكنائس بعد الحرب العالمية الثانية وأدى إلى الإغلاق لكنائس الكثير من الطوائف. تشمل الطوائف الأخرى في اسكتلندا شهود يهوه وكنيسة يسوع المسيح لقديسي الأيام الأخيرة.